# Loxostegopsis
Loxostegopsis is een geslacht van vlinders uit de familie van de grasmotten (Crambidae), uit de onderfamilie van de Spilomelinae. De wetenschappelijke naam van dit geslacht is voor het eerst voorgesteld door Harrison Gray Dyar Jr. in een publicatie uit 1917.

## Soorten
- L. curialis (Barnes & McDunnough, 1918
- L. emigralis (Barnes & McDunnough, 1918)
- L. merrickalis (Barnes & McDunnough, 1918)
- L. polle Dyar, 1917
- L. xanthocepsalis (Hampson, 1918)
- L. xanthocrypta (Dyar, 1913)